# Who Cares? (album)
Who Cares? è il quarto album in studio del musicista inglese Rex Orange County, pubblicato l'11 marzo 2022 da RCA Records.

## Tracce
1. Keep It Up – 3:03
2. Open a Window (featuring Tyler, the Creator) – 3:39
3. Worth It – 2:45
4. Amazing – 3:29
5. One in a Million – 3:15
6. If You Want It – 3:07
7. 7am – 3:19
8. The Shade – 3:02
9. Making Time – 1:55
10. Shoot Me Down – 4:52
11. Who Cares? – 2:29

## Classifiche
| Classifica (2022) | Posizione massima |
| ----------------- | ----------------- |
| Regno Unito       | 1                 |
| Stati Uniti       | 5                 |